# 小行星5704
小行星5704（英語：5704 Schumacher）是一颗围绕太阳公转的小行星。1950年2月17日，卡尔·威廉·雷睦斯在海德堡发现了此天体。
这颗小行星的绝对星等为39.40685632224908等。